# Kazimierz Nizieński
Kazimierz Walerian Nizieński, ps. „Waluś” (ur. 24 stycznia 1892 we Lwowie, zm. 27 sierpnia 1952 w Krakowie) – major piechoty Wojska Polskiego II RP, podpułkownik Narodowego Zjednoczenia Wojskowego, oficer ludowego Wojska Polskiego, więziony przez władze stalinowskie.

## Życiorys
Urodził się 24 stycznia 1892. Był synem Jana, konduktora kolejowego. Kształcił się w C. K. Gimnazjum w Stryju (do 1905, według jednego ze źródeł w 1911 miał zdać egzamin dojrzałości w C. K. Gimnazjum im. Franciszka Józefa we Lwowie, jednak nie potwierdzają tego oficjalne wydawnictwa). Przed 1914 został urzędnikiem C. K. Wydziału Krajowego we Lwowie. Należał do Polskiego Towarzystwa Gimnastycznego „Sokół”.
Po wybuchu I wojny światowej od 16 sierpnia 1914 służył w Legionie Wschodnim. Później został żołnierzem Legionów Polskich i od 19 września 1914 służył w sztabie 3 pułku piechoty w składzie II Brygady. Brał udział w walkach w kampanii karpackiej oraz na obszarach Bukowiny i Besarabii. Mianowany plutonowym w listopadzie 1914 oraz sierżantem w styczniu 1915. Odniósł rany w bitwie pod Rafajłową 19 listopada 1915. Odbył kurs szkoleniowy w Baranowiczach, po czym otrzymał awans na chorążego piechoty 1 stycznia 1917. Następnie był dowódcą plutonu. Po kryzysie przysięgowym był żołnierzem Polskiego Korpusu Posiłkowego. Wraz z legionistami dokonał przejścia frontu podczas bitwy pod Rarańczą, po czym wstąpił do szeregów II Korpusu Polskiego w Rosji i służył w 16 pułku strzelców. Brał udział w bitwie pod Kaniowem 11 maja 1918, po której został wzięty do niewoli przez Niemców. Dwukrotnie podejmował próby ucieczki, przebywał w Warszawie pod zmienioną tożsamością.
Jako chorąży byłego Polskiego Korpusu Posiłkowego reskryptem Rady Regencyjnej z 25 października 1918 roku został przydzielony do podległego jej Wojska Polskiego w randze podporucznika. W stopniu podporucznika służył w 1 pułku piechoty, wkrótce potem w Wydziale Jeńców Ministerstwa Spraw Wojskowych, następnie od 14 listopada 1918 do 28 maja 1919 pełnił funkcję adiutanta Dowódcy Okręgu Generalnego „Przemyśl”. 1 grudnia 1919 mianowany porucznikiem piechoty i od 30 czerwca 1919 służył w szeregach 30 pułku piechoty w Warszawie, w którym był dowódcą kompanii i dowódcą batalionu. 28 stycznia 1921 został awansowany do stopnia kapitana piechoty ze starszeństwem z dniem 1 czerwca 1919. Został awansowany do stopnia majora piechoty ze starszeństwem z dniem 1 stycznia 1928. Następnie, pozostając oficerem 30 pułku piechoty, został przeniesiony do Korpusu Ochrony Pogranicza i służył w tej formacji od 9 października 1924 do 1928. W tym czasie sprawował stanowisko dowódcy batalionu „Krasne” oraz był kwatermistrzem (28) batalionu „Wołożyn”. Później był zastępcą komendanta i komendantem Szkoły Podchorążych Rezerwy Piechoty Nr 5a w Cieszynie. Od 1930 do 1934 pozostawał oficerem 23 pułku piechoty we Włodzimierzu Wołyńskim, później został przydzielony do 3 pułku piechoty Legionów w Jarosławiu. Tam pełnił stanowisko dowódcy batalionu, po czym w 1935 został przesunięty na stanowisko kwatermistrza. Później służył w 2 Dywizji Piechoty Legionów. W okresie mobilizacji 1939 w sierpniu tego roku w stopniu majora był zastępcą dowódcy Ośrodka Zapasowego 2 Dywizji Piechoty Legionów.
Po wybuchu II wojny światowej w trakcie kampanii wrześniowej brał udział w walkach w rejonie Jarosławia i Rawy Ruskiej. W czasie polskiej wojny obronnej miał zostać awansowany do stopnia podpułkownika. Po agresji ZSRR na Polskę został wzięty przez sowietów do niewoli 18 września 1939, po czym zbiegł obozu jenieckiego w Złoczowie. 16 października 1939 został aresztowany przez Gestapo. Był osadzony w oflagach: II B Arnswalde i II C Woldenberg od 1940. Odzyskał wolność u kresu wojny 19 stycznia 1945.
Powrócił do Jarosławia i zaangażował się w działalność w Narodowym Zjednoczeniu Wojskowym, działając w stopniu podpułkownika (względnie majora) pod pseudonimem „Waluś” i pełniąc funkcję szefa sztabu okręgu rzeszowskiego „San” NZW. Równolegle od września 1945 wstąpił do ludowego Wojska Polskiego, z którego wystąpił w 1948 pozostając do tego czasu na stanowisku szefa Wydziału Kwatermistrzowskiego Dowództwa Okręgu Wojskowego nr 5 w Krakowie. W dniu 6 grudnia 1948 został aresztowany przez funkcjonariuszy Informacji Wojskowej i otrzymał zarzut przynależności do nielegalnej organizacji. Wyrokiem Wojskowego Sądu okręgowego w Krakowie z 22 kwietnia 1949 został skazany na karę 7 lat pozbawienia wolności oraz na przepadek mienia. Z uwagi na niekorzystny stan zdrowia został zwolniony z odbywania kary w więzieniu we Wronkach 7 czerwca 1952.
Wskutek wyniszczenia zdrowotnego zmarł wkrótce po odzyskaniu wolności 27 sierpnia 1952 w Krakowie. Został pochowany na Cmentarzu Wojskowym na Powązkach w Warszawie (kwatera A19-3-2/3).
Jego żoną była Wanda (zm. 1984), dwukrotnie więziona przez władze PRL, a ich synem był Bogusław Nizieński (1928-2025), prawnik, sędzia.

## Ordery i odznaczenia
- Krzyż Niepodległości (12 maja 1931)[28][14][3]
- Krzyż Kawalerski Orderu Odrodzenia Polski (PRL)[3]
- Krzyż Walecznych[15][14][3]
- Złoty Krzyż Zasługi (25 maja 1939)[29][3]
- Srebrny Krzyż Zasługi (29 października 1926)[30][15][14]
- Medal Zwycięstwa (Médaille Interalliée)[15]